# Пікалін (хутір)
Пікалін (рос. Пикалин; адиг. Пикалин) — хутір Шовгеновського району Адигеї Росії. Входить до складу Дукмасовського сільського поселення.
Населення — 59 осіб (2015 рік).